# 南京民间抗日战争博物馆
南京民间抗日战争博物馆是一座位于江苏南京的军事博物馆，馆长是吴先斌。

## 历史
2006年12月建成开馆，位于南京市雨花台区安德门大街48号，由老厂房改建而成，占地2,000平方米。共设两座展厅，分别为“南京保卫战”主题馆和“抗战文献”史料馆。

## 营业时间
- 周二至周日：上午九点至下午四点
- 周一闭馆

## 交通
- 南京地铁1号线天隆寺站